# Brune Tavell
Carl Brune Wilhelm Tavell, född 29 april 1974, är en svensk fotbollsspelare (mittfältare).
Tavell är uppväxt i Silvåkra och började spela fotboll i Veberöds AIF. Han var med Veberöds-laget som sensationellt slog ut IFK Göteborg ur Svenska cupen den 1 september 1993 på Romelevallen med 4-3. IFK Göteborg hade flera spelare med från det svenska landslaget, såsom Thomas Ravelli och Håkan Mild.
1994 gick Tavell till Malmö FF, och fick den första tiden spela i reservlaget. Tavell debuterade i allsvenskan som inhoppare i en match mot IF Elfsborg den 5 maj 1997. Han spelade 11 matcher för Malmö FF i Superettan innan han lämnade året 2000. Han har även spelat för Kalmar FF, Ystads IF, Åkarps IF, Värtans IK och Karlbergs BK. 
Han gick säsongen 2011 till Stockholmsklubben FC Andrea Doria. Han gjorde under 2012 flest assist i klubben tillsammans med Marcus Sennewald, med 8 assist. Tavell lämnade klubben efter säsongen 2013. Han spelade totalt 39 matcher samt gjorde 8 mål och 15 assist. Säsongen 2015 lämnade Brune Tavell Andrea Doria och tog steget till Gamla Karlbergare.